# Trilogy (album d'Emerson, Lake and Palmer)
Pour les articles homonymes, voir Trilogy.
Albums de Emerson, Lake and Palmer
Pictures at an Exhibition
(1971) Brain Salad Surgery
(1973)
Albums studio par Emerson, Lake and Palmer
Tarkus
(1971) Brain Salad Surgery
(1973)
Singles
1. From the Beginning/Living Sin
Sortie : août 1972

Trilogy est le troisième album studio du groupe britannique Emerson, Lake and Palmer, sorti en 1972. La couverture, conçue par Hipgnosis, représente un buste combiné des trois musiciens du groupe, tandis que l’intérieur de la pochette originale présente un photomontage des trois mêmes dans la forêt d’Epping.
L'album accroît la popularité de ELP dans le monde entier et inclut Hoedown, un arrangement de la composition d'Aaron Copland, qui est l'une de leurs pièces les plus populaires lors de leurs concerts.
Des références à une version quadriphonique de cet album sont publiées en 1974 par Harrison ou Schwann et des guides de bande, répertoriant Trilogy au format de cartouche de bande 8 pistes.
Greg Lake déclare qu'il s'agit de son disque préféré du groupe.

## Histoire

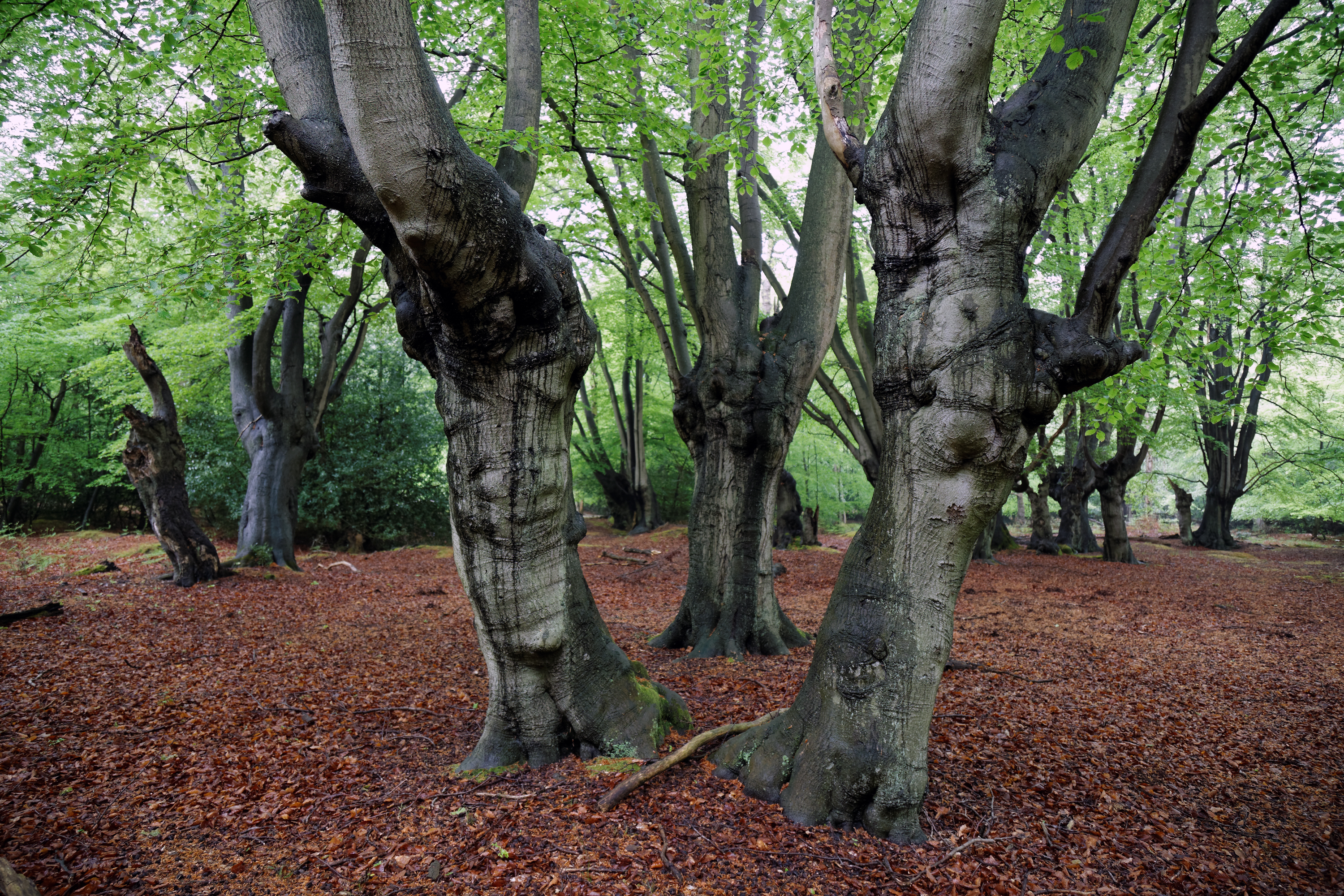
L'endroit dans la Epping Forest où les photos ont été prises pour l'intérieur de la pochette du disque original

L'album se hisse à la cinquième place du Billboard 200 aux États-Unis et à la seconde du Bestop en France.

## Contenu
The Endless Enigma est une suite en trois parties ; la première section commence par le son d'un cœur qui bat, un effet que certains croyaient avoir été créé par la pédale de grosse caisse Ludwig Speed King de la batterie Ludwig Octaplus de Carl Palmer. Cependant, dans les notes de la réédition de CD / DVD de 2015, Jakko Jakszyk, l'ingénieur du remix, déclare : « J'ai découvert que c’est vraiment Greg Lake  qui joue ... des cordes étouffées avec sa basse ». Dans les crédits des instruments joués par Keith Emerson, on trouve la zoukra, il s'agit d'un instrument à vent d'origine tunisienne, on peut l'entendre durant l'intro de The Endless Enigma Part One.
From the Beginning est une pièce acoustique qui culminera à la 39e place du classement américain. Apparaissant plus souvent dans des compilations de ELP que dans des concerts, la chanson donnera son nom à une rétrospective de l’œuvre de Greg Lake en 1997. Elle est également reprise par le groupe rock folklorique tchèque Marsyas, bien que sous un titre différent (Studená koupel - Cold Bath) et avec des paroles tchèques.
Dans l'introduction à la batterie sur le titre The Sheriff, Carl Palmer heurte accidentellement le bord de sa caisse avec une baguette. Il réplique alors avec le mot « merde » qui peut être entendu en écoutant attentivement. The Sheriff se termine par un solo de piano honky-tonk de Keith avec Palmer jouant des woodblocks. 
Hoedown est une reprise de Hoe-Down du ballet Rodeo (1942) d'Aaron Copland. Elle deviendra la pièce d'ouverture des tournées des albums Trilogy et Brain Salad Surgery.
Trilogy, la longue chanson qui ouvre la face deux s'avère être une lettre d'adieu d'un homme écrite à une femme, elle débute au piano pour ensuite culminer à l'orgue et au synthétiseur. 
La pièce Living Sin qui suit est dans la même veine que les pièces à tendance humoristiques sur les albums précédents, telles que Jeremy Bender et Knife Edge. 
Abaddon's Bolero sonne comme un boléro transformé en une marche (au rythme 4/4 plutôt que le 3/4 habituel). Cette pièce s’appelait à l’origine Bolero de Bellona d'après la déesse de la guerre. Une mélodie unique contenant de multiples modulations en elle-même est répétée maintes et maintes fois dans des arrangements de plus en plus élaborés, commençant par un Mellotron produisant un son de flûte, accompagné par une caisse claire et se construisant jusqu'à un crescendo explosif. Cette pièce est inspirée par le célèbre Boléro de Maurice Ravel. Elle regorge de claviers réenregistrés les uns après les autres. Elle ne sera jouée que très peu en concert, avec Greg Lake jouant du mellotron et du synthétiseur Minimoog : la pièce s'étant avérée être un désastre en live, elle est retranchée de la liste. On y retrouve une brève mélodie de la chanson traditionnelle britannique The Girl I Left Behind.

## Titres
Toutes les paroles sont écrites par Greg Lake, toute la musique est composée par Keith Emerson sauf indication contraire.
| 1. | The Endless Enigma (1re partie) |               |                          | 6:41 |
| 2. | Fugue (Instrumental)            |               |                          | 1:56 |
| 3. | The Endless Enigma (Conclusion) |               |                          | 2:03 |
| 4. | From the Beginning              | Greg Lake     |                          | 4:16 |
| 5. | The Sheriff                     |               |                          | 3:22 |
| 6. | Hoedown (Instrumental)          | Aaron Copland | Emerson, Lake and Palmer | 3:47 |

| 1. | Trilogy                         | 8:54 |
| 2. | Living Sin                      | 3:13 |
| 3. | Abaddon's Bolero (Instrumental) | 8:08 |

### Single
- From the beginning/Living sin - Sorti aux États-Unis seulement.

## Musiciens
- Keith Emerson - Orgue Hammond, piano, synthétiseur Moog Modulaire, Minimoog
- Greg Lake - Chant, basse, guitares acoustique et électrique
- Carl Palmer - Batterie, percussions

## Personnel technique
- Eddy Offord – ingénieur, production
- Greg Lake - production
- Barry Diament – mastering
- Hipgnosis – dessin de la jaquette, photographies
- Phil Crinnell – couleurs du dessin de la jaquette

## Charts et certification
| Pays        | Durée du classement | Meilleur classement |
| ----------- | ------------------- | ------------------- |
| Allemagne   | 6 semaines          | 6e                  |
| Canada      | 26 semaines         | 5e                  |
| États-Unis  | 37 semaines         | 5e                  |
| Italie      | -                   | 2e                  |
| Norvège     | 14 semaines         | 4e                  |
| Pays-Bas    | 14 semaines         | 4e                  |
| Royaume-Uni | 29 semaines         | 2e                  |

| Pays       | Certification | Ventes    | Date       |
| ---------- | ------------- | --------- | ---------- |
| États-Unis | Or            | 500 000 + | 05/09/1972 |

### Charts singles
| Date       | Single             | Chart   | Durée du classement | Position |
| ---------- | ------------------ | ------- | ------------------- | -------- |
| 28/10/1972 | From the Beginning | Hot 100 | 11 semaines         | 39e      |